# Joen Björnberg
Joen Gustaf Fredrik Björnberg, född 5 februari 1897 i Göteborgs domkyrkoförsamling, Göteborg,  död 27 december 1992 i Göteborgs Vasa församling Göteborg, var en svensk psykiater.
Björnberg blev medicine licentiat vid Uppsala universitet 1924. Han blev extra läkare vid Ulleråkers sjukhus 1923, extra ordinarie andre läkare vid Sankta Gertruds sjukhus 1924, extra läkare vid Västerviks lasarett 1926, andre läkare vid Sankt Lars sjukhus 1927, läkare och sjukhuschef vid Sankt Olofs sjukhus i Visby 1930, överläkare vid Ulleråkers sjukhus 1934, tillförordnad överläkare och sjukhuschef vid Gådeå sjukhus samt fängelseläkare i Härnösand 1932–35 samt var överläkare och sjukhuschef vid Sankt Jörgens sjukhus i Göteborg 1936–63. Han författade skrifter i psykiatri och rättspsykiatri och blev medicine hedersdoktor vid Göteborgs universitet 1954.